# Tōseiha
La Tōseiha (統制派 Tōseiha?), o Facción del Control, fue una facción política en el Ejército Imperial Japonés, activa durante las décadas de 1920 y 1930.

## Historia

### Origen
Creada por el general Kazushige Ugaki, junto con Hajime Sugiyama, Kuniaki Koiso, Yoshijirō Umezu, Tetsuzan Nagata e Hideki Tōjō, la Tōseiha era un grupo de oficiales unidos principalmente por su oposición a la Kōdōha, la facción encabezada por el general Sadao Araki. El nombre de "Tōseiha" era en realidad un término peyorativo acuñado por la Kōdōha y sus simpatizantes. Este grupo intentó representar a los sectores sociales políticamente más conservadores (moderado), y a los elementos dentro del Ejército; en comparación con la radical y ultranacionalista Kōdōha.

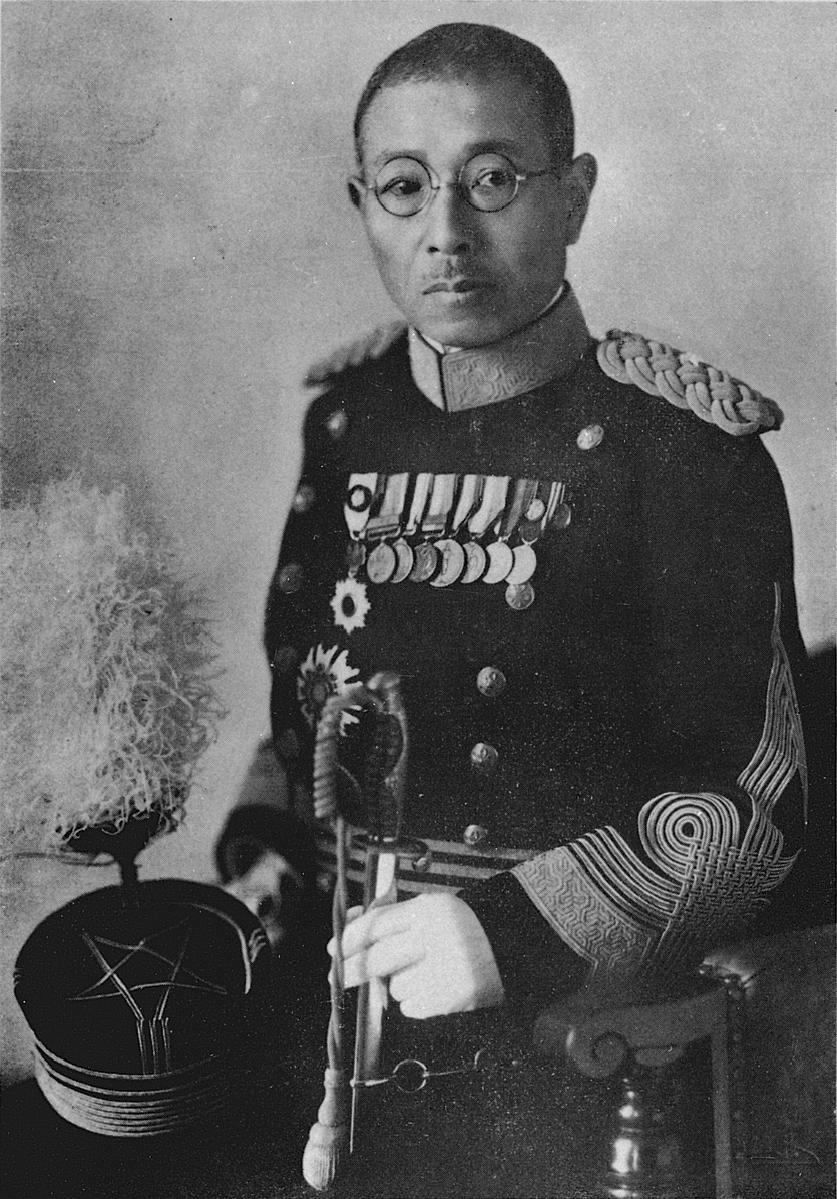
Tetsuzan Nagata, líder de la facción Tōseiha.

### Definición
La Tōseiha era una coalición, en oposición a la reintroducción por parte de Araki, de la política regional en las promociones del Ejército y de las decisiones políticas. Muchos de sus miembros fueron prometedores egresados de la Academia del Ejército Imperial Japonés y de la Escuela de Guerra del Ejército, y estaban preocupados por el énfasis de Araki en cuanto al espíritu (élan vital) del Ejército sobre la base de la modernización y la mecanización.
Partiendo de la consideración de que la Kōdōha era decididamente partidaria de la Hokushin-ron, es decir, de una estrategia de ataque preventivo contra la Unión Soviética, la Tōseiha estaba a favor de una expansión defensiva más prudente, paulatina y progresiva. Sin embargo, para ambos bandos, era fundamental la creencia de que la defensa nacional debía ser fortalecida a través de una reforma de la política nacional. Ambas facciones adoptaron algunas ideas del totalitarismo, el fascismo y otras teorías políticas autoritarias. Mantuvieron un fuerte escepticismo hacia los partidos políticos, como también hacia la política en general y especialmente hacia la democracia representativa. Sin embargo, en lugar de la actitud de confrontación de la Kōdōha, que quería desencadenar una revolución (la restauración Shōwa), la Tōseiha previó que una futura contienda sería una guerra total, y requeriría la cooperación de la burocracia y los zaibatsu para maximizar la capacidad industrial y militar de Japón.

### Declive
Después del incidente de Mukden, las dos camarillas lucharon una contra otra por el dominio sobre las fuerzas armadas. Después de la dimisión de Araki en 1934 y el fracaso del incidente del 26 de febrero en 1936, con su depuración posterior de la dirección de la Kōdōha sobre los militares, la Tōseiha perdió la mayor parte de su razón de ser.